# Sint-Martinuskerk (Groot-Gelmen)

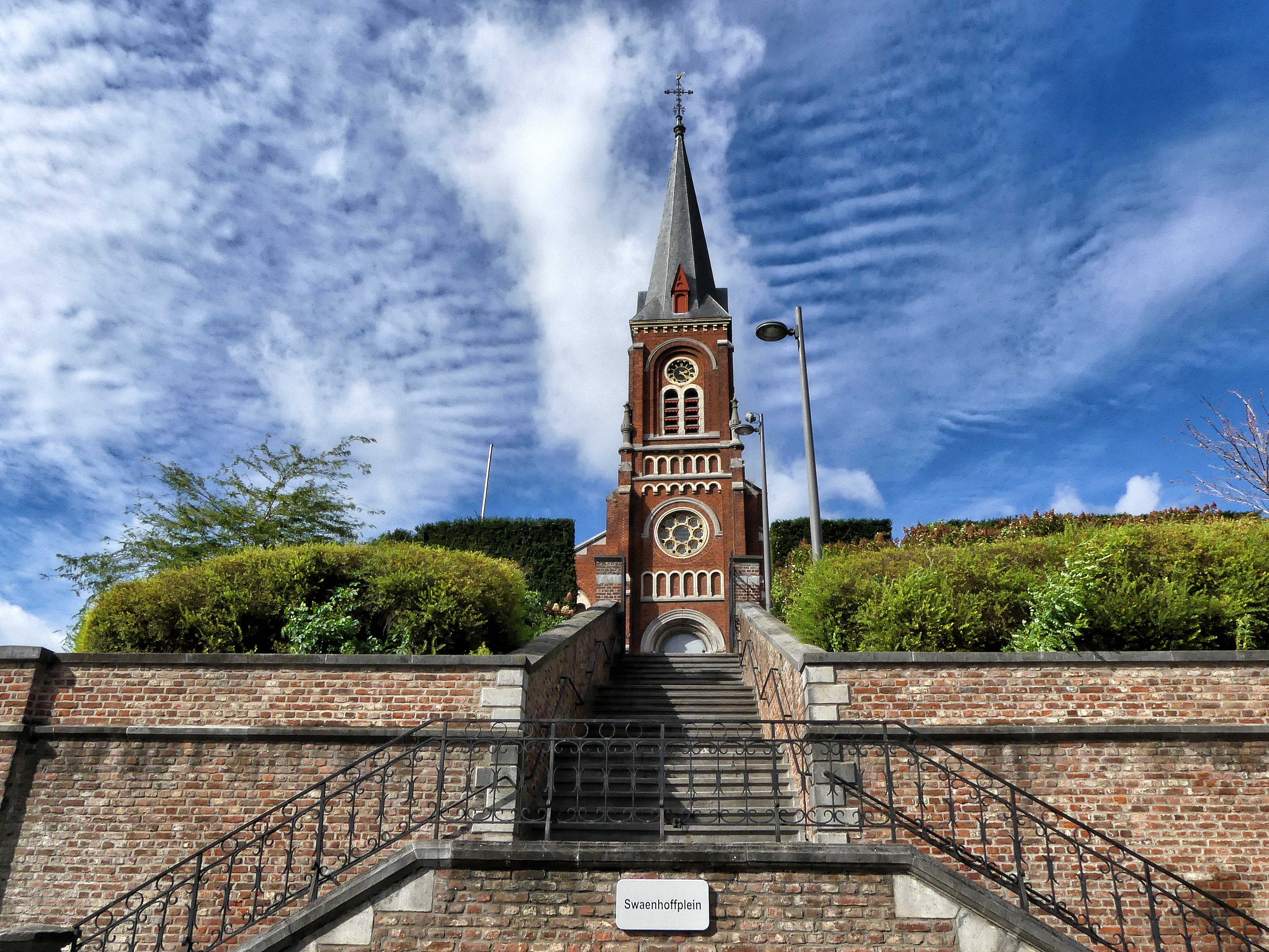
Sint-Martinuskerk, vooraanzicht vanuit het Swaenhoffplein

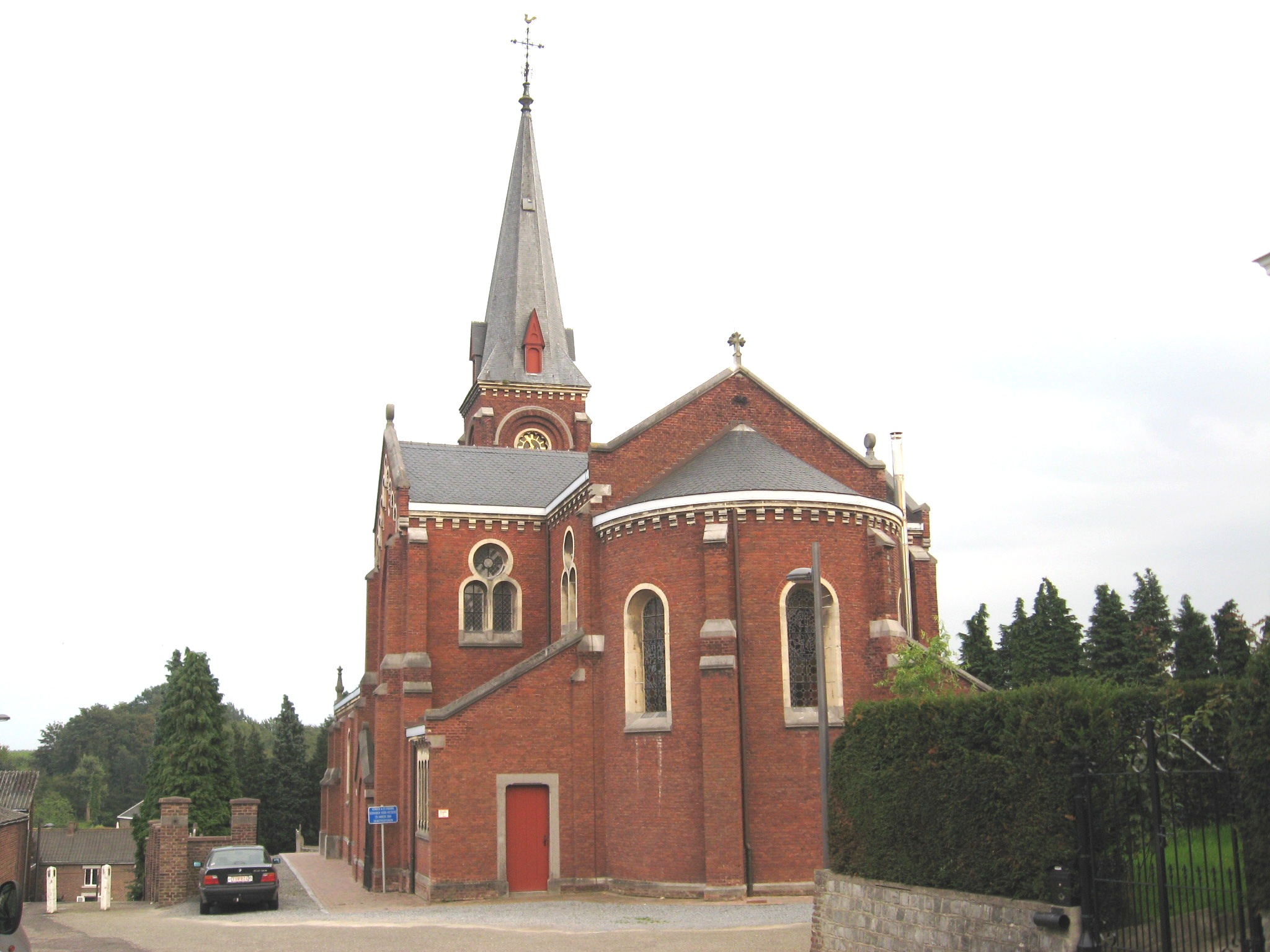
Sint-Martinuskerk

De Sint-Martinuskerk is de parochiekerk van Groot-Gelmen, gelegen aan Groot-Gelmen. De parochie omvat, naast het gebied van Groot-Gelmen, ook de buurtschap Helshoven, die behoort tot de Borgloonse deelgemeente Hoepertingen. Hier staat de beschermde kapel van Helshoven.

## Gebouw
Deze neoromaanse kruisbasiliek, gebouwd omstreeks 1880, werd ontworpen door Joseph Gérard.
Het bakstenen gebouw heeft een ingebouwde zuidwesttoren met een ingesnoerde, zeskante spits. Tal van versieringen werden aangebracht met behulp van arduin: Boogfriezen, vensteromlijstingen en dergelijke.
De kerk ligt op een hoogte, en wordt omringd door een ommuurd kerkhof. Een hoge trap geeft toegang tot de kerk.

## Meubilair
De kerk bezit een Verrezen Christus in gepolychromeerd hout (17e eeuw), een Sint-Sebastiaan in gepolychromeerd hout (2e helft 17e  eeuw). In het transept bevinden zich twee marmeren grafstenen, uit 1619 en 1765. Het kerkhof heeft drie grafkruisen uit de17e en 18e eeuw.